# كامبتون (نيوهامشير)
كامبتون (بالإنجليزية: Campton, New Hampshire)‏ هي بلدة أمريكية تقع في الولايات المتحدة في مقاطعة غرافتون (نيوهامشير). يقدر عدد سكانها بـ 3,333 نسمة ومساحتها 136.0 كم2 وترتفع عن سطح البحر 206 متر.

## معرض صور

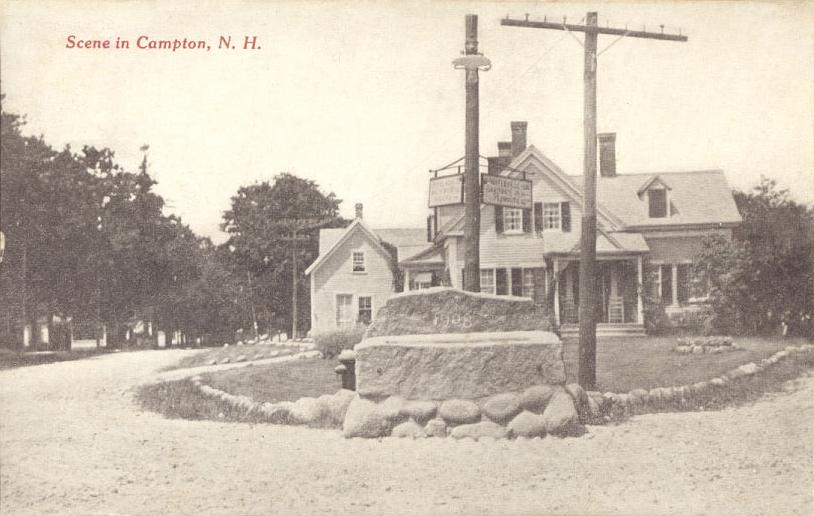
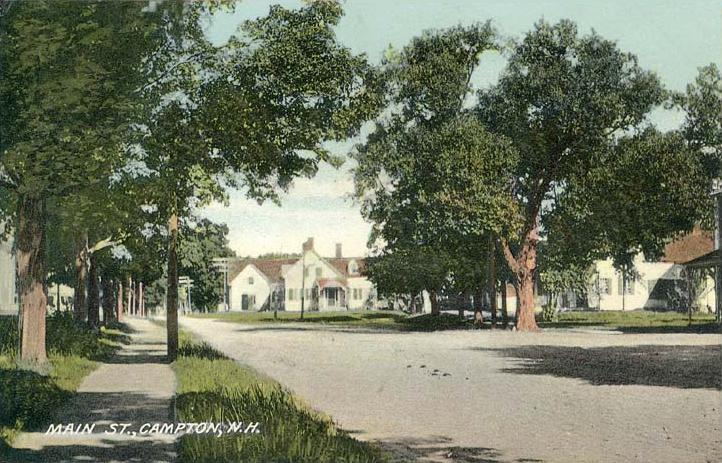
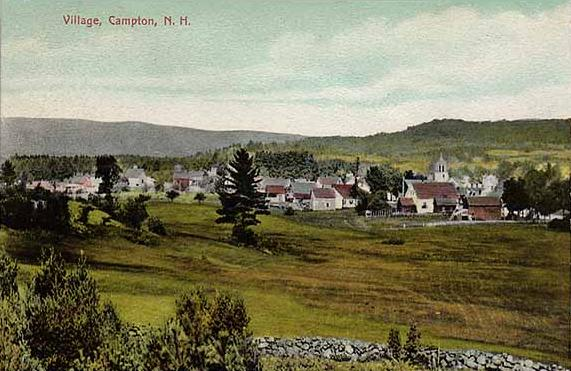
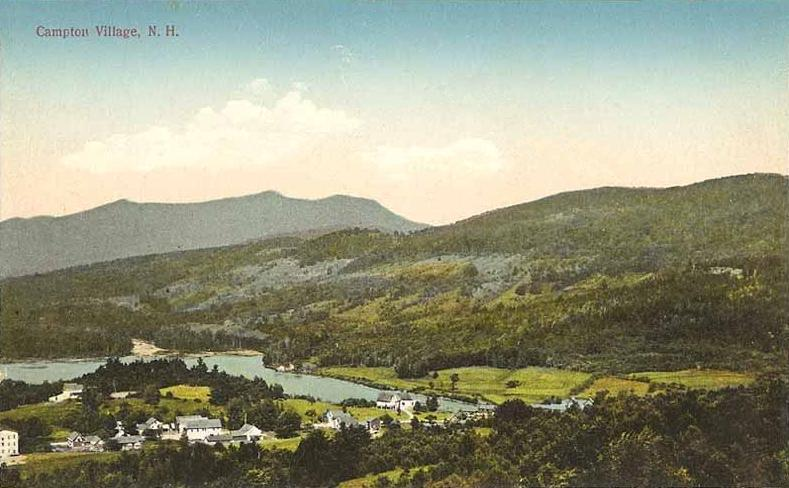